# Снаркі
Снаркі (пол. Snarki) — село в Польщі, у гміні Гельнюв Пшисуського повіту Мазовецького воєводства.
Населення — 332 особи (2011).
У 1975-1998 роках село належало до Радомського воєводства.

## Демографія
Демографічна структура станом на 31 березня 2011 року:
|          | Загалом | Допрацездатний вік | Працездатний вік | Постпрацездатний вік |
| -------- | ------- | ------------------ | ---------------- | -------------------- |
| Чоловіки | 165     | 25                 | 118              | 22                   |
| Жінки    | 167     | 36                 | 89               | 42                   |
| Разом    | 332     | 61                 | 207              | 64                   |